# That Phanom (huyện)
That Phanom (tiếng Thái: ธาตุพนม) là một huyện (amphoe) ở phía nam của tỉnh Nakhon Phanom, đông bắc Thái Lan.

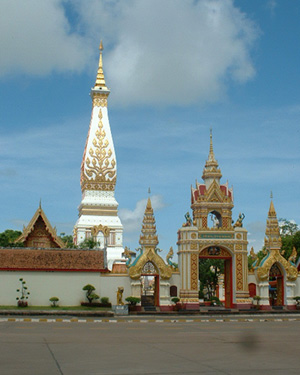
Wat Phra That Phanom

Tên huyện được đặt theo Wat Phra That Phanom, chùa quan trọng nhất trong vùng.

## Địa lý
Các huyện giáp ranh (từ phía nam theo chiều kim đồng hồ) là: Wan Yai, Mueang Mukdahan, Dong Luang của tỉnh Mukdahan, Na Kae, Renu Nakhon và Mueang Nakhon Phanom of tỉnh Nakhon Phanom. Phía đông bên kia sông Mekong là tỉnh Khammouan của Lào.

## Hành chính
Huyện được chia ra thành 12 phó huyện (tambon), các đơn vị này lại được chia thành 142 làng (muban). Thị trấn (thesaban tambon) That Phanom nằm trên một phần của tambon That Phanom and That Phanom Nuea. Có 11 Tổ chức hành chính tambon.
| STT. | Tên              | Tên Thái   | Số làng | Dân số |  |
| ---- | ---------------- | ---------- | ------- | ------ |  |
| 1.   | That Phanom      | ธาตุพนม     | 19      | 11.004 |  |
| 2.   | Fang Daeng       | ฝั่งแดง      | 11      | 6.996  |  |
| 3.   | Phon Phaeng      | โพนแพง     | 8       | 4.843  |  |
| 4.   | Phra Klang Thung | พระกลางทุ่ง  | 17      | 7.771  |  |
| 5.   | Na Thon          | นาถ่อน      | 14      | 8.798  |  |
| 6.   | Saen Phan        | แสนพัน      | 8       | 4.064  |  |
| 7.   | Don Nang Hong    | ดอนนางหงส์  | 11      | 7.003  |  |
| 8.   | Nam Kam          | น้ำก่ำ       | 20      | 12.273 |  |
| 9.   | Um Mao           | อุ่มเหม้า     | 9       | 5.376  |  |
| 10.  | Na Nat           | นาหนาด     | 10      | 5.504  |  |
| 11.  | Kut Chim         | กุดฉิม       | 7       | 4.497  |  |
| 12.  | That Phanom Nuea | ธาตุพนมเหนือ | 8       | 5.857  |  |